# Vitbrynad brokvireo
Vitbrynad brokvireo (Pteruthius aeralatus) är en asiatisk fågel i familjen vireor inom ordningen tättingar.

## Kännetecken

### Utseende
Vitbrynad brokvireo är en 16 cm lång, karakteristisk fågel med tydlig skillnad mellan könen. Hanen har svart hjässa med vitt ögonbrynsstreck, grå ovansida, vita spetsar på svarta vingar, rostfärgade tertialer och vitaktig undersida (grå hos underarten ricketti) med skär undergump. Honan har grå hjässa, olivgrön mantel och huvudsakligen olivgula vingar och stjärt. Större storlek och rostfärgade tertialer skiljer den från hona grön brokvireo, medan otecknad mantel, enhetligt beigevit undersida, vita handpennespetsar och gulaktig stjärtspets skiljer den från hona svarthuvad brokvireo.

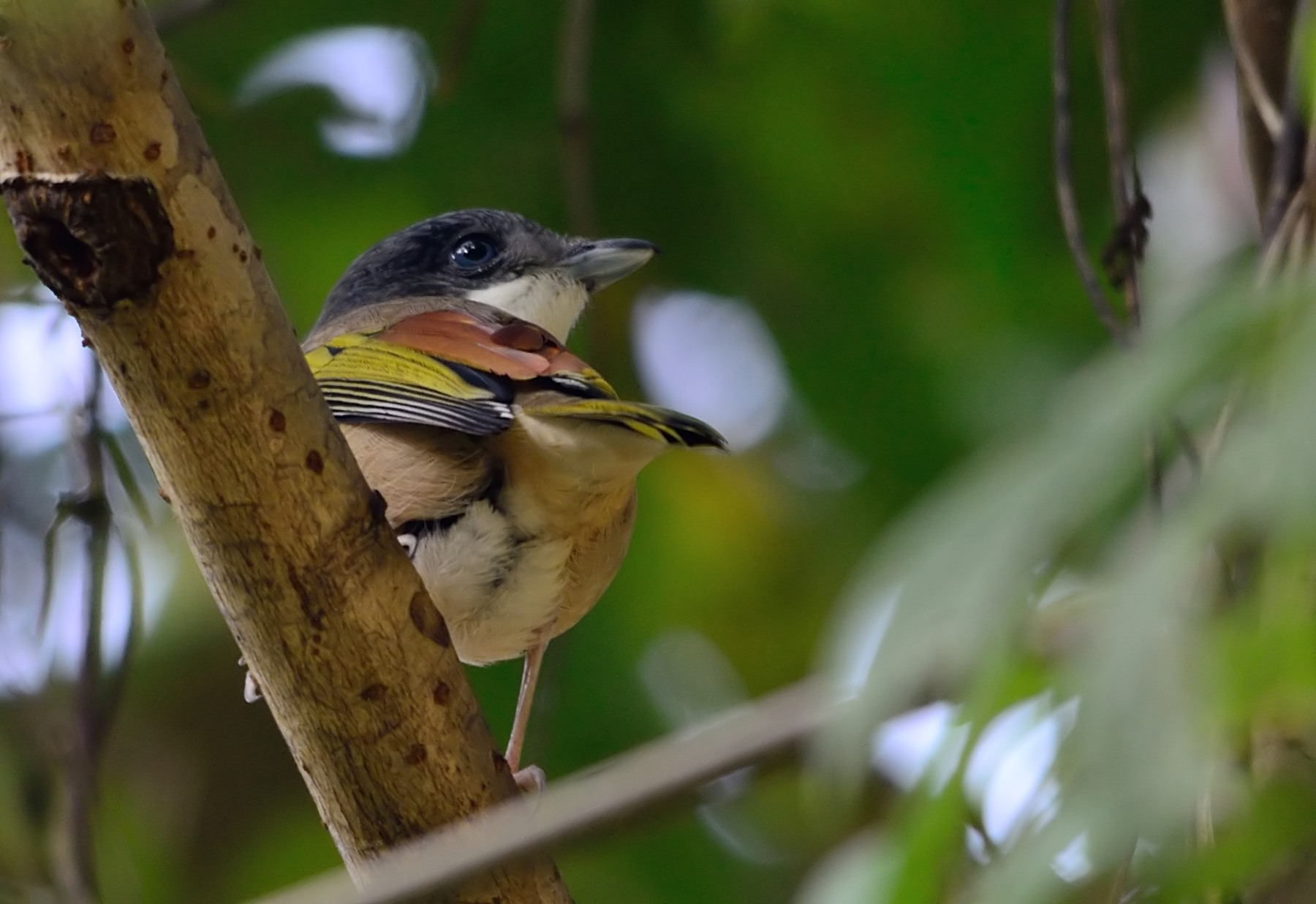
Hona.

Underarterna skiljer sig något åt, där fåglar i västra Himalaya (ripleyi) har tydligt orangebruna snarare än mörkt kastanjebruna tertialer hos angränsande underarten validirostris. Den är vidare ljusare grå ovan, och både hane och hona är generellt blekare.

### Läten
Sången består av en högljudd, rytmisk serie med några få toner, varierande geografiskt från "ip ch-chu-chu" i västra Myanmar och nordvästra Thailand till "cha-cha-chip, cha-cha-chip" på Borneo. Bland lätena hörs skärande varningsläten och korta "pink".

## Utbredning och systematik

### Underarter och deras utbredning
Vitbrynad brokvireo förekommer i bergstrakter i södra och sydöstra Asien och delas upp i åtta underarter med följande utbredning:
- Pteruthius aeralatus ripleyi – Pakistan österut till västra Nepal
- Pteruthius aeralatus validirostris – Himalaya (norra Pakistan till södra Kina, Assam och nordvästra Myanmar)
- Pteruthius aeralatus ricketti – nordöstra Myanmar till södra Kina (inklusive Hainan), norra Thailand och norra Vietnam
- aeralatus-gruppen
  - Pteruthius aeralatus aeralatus – östra Myanmar till nordvästra Thailand och eventuellt västra Kambodja
  - Pteruthius aeralatus schauenseei – södra Thailand och södra Myanmar till Kranäset
  - Pteruthius aeralatus cameranoi – Malackahalvön (södra Perak till södra Selangor) samt västra Sumatra
  - Pteruthius aeralatus robinsoni – norra Borneo
  - Pteruthius aeralatus annamensis – södra Vietnam (platån Langbian)

### Artgränser
Tidigare betraktades vitbrynad brokvireo som del av P. flaviscapis. Å andra sidan urskildes underarterna ripleyi och annamensis fram tills nyligen som egna arter, då med trivialnamnen rhododendronbrokvireo och dalatbrokvireo, men inkluderades i arten av tongivande eBird/Clements 2022 och International Ornithological Congress 2023.

### Familjetillhörighet
Brokvireorna i Pteruthius kallades tidigare broktimalior och placerades just helt okontroversiellt i familjen timalior. DNA-studier visade dock mycket förvånande att dessa asiatiska fåglar i själva verket är närbesläktade med de amerikanska vireorna (Vireonidae) och inkluderas därför numera i den familjen.

## Levnadssätt
Vitbrynad brokvireo förekommer i bergsbelägen skog upp till 3100 meters höjd på Borneo. Den ses enstaka, i par eller i små grupper med sex till 15 individer och ofta i blandade artflockar, födosökande långsamt och metodiskt i trädtaket utmed större grenar på jakt efter bär och insekter.

### Häckning
Fågeln häckar mellan april och juni i Myanmar och Kina, januari till april i Thailand och maj till juni på Malackahalvön. Det rätt lösa men starka boet placeras mellan knappt fem och 13 meter ovan mark i en vågrät trädklyka. Den lägger två till fem vitaktiga lilaprickiga ägg. Ungarna matas av båda föräldrarna.

## Status och hot
Internationella naturvårdsunionen IUCN kategoriserar arten som livskraftig på basis av stort utbredningsområde och stor population. Den beskrivs som den vanligaste brokvireon, men minskar i antal till följd av habitatförstörelse och fragmentering.